# Nuit étoilée (roman)
Pour les articles homonymes, voir Nuit étoilée.
Nuit étoilée (titre original : Starlight) est le quatrième tome du deuxième cycle de la série La Guerre des clans.

## Résumé
Les quatre clans sont sur une colline avec en contrebas le Lac. Dans le prologue, des guerriers-étoiles se consultent sur l'avenir des Clans et surtout sur une prophétie : « Avant que la paix vienne, le sang fera couler le sang et les eaux du lac deviendront pourpres. »